# Geschichten aus der Heimat (Dokumentarfilm)
Geschichten aus der Heimat ist ein deutscher Dokumentarfilm von Oliver Langewitz aus dem Jahr 2017. Der Film stellt Super-8-Filme von Hobbyfilmern aus Karlsruhe und der Region aus den 1960er bis in die 1980er Jahre zusammen und kombiniert sie mit heutigen Interviews und Statements der Zeitzeugen. Für die Zusammenstellung sind das Filmboard Karlsruhe und Oliver Langewitz verantwortlich. Die Musik für die Dokumentation ist in Zusammenarbeit mit der Music Academy International in Nancy (Partnerstadt Karlsruhes) entstanden. Der Film wurde im September 2017 zum ersten Mal im Karlsruher Kino Schauburg vorgeführt. Seit November 2017 ist er auf DVD in verschiedenen Karlsruher Verkaufsstellen erhältlich.